# CRAバーストエンジェル
CRAバーストエンジェル（シーアールエーバーストエンジェル）は、2008年7月に豊丸産業から販売された一般電役タイプのパチンコ。
2004年にテレビ朝日系列で放送されたアニメ「爆裂天使」をモチーフとしている。保通協への登録名は「CRAバーストエンジェルVV」。

## 概要
大当たり確率1/99.6、大当たり継続率93.0％（いずれもメーカー発表値）という高確率、一般電役タイプではあるが、大当たり中の右打ちが不要という特徴を持っている。
2007年に豊丸産業から販売されたCR奇跡の電役キャプテンロバートの後継機にあたり、初当たり確率を上げて大当たり継続率を若干下げた比較的マイルドな仕様となっている。
賞球数は4&6&8&10&13。

## 遊び方
1. 盤面左にあるスルーチャッカーを玉が通過すると液晶画面のデジタルが回転する。
2. デジタルの図柄が4つ揃うと[2]、「I」と書かれている電動チューリップ（電チュー）が開放する。なお、初当たり時に限り、「I」の電チューに玉を入賞できなかった場合は、大当たりの権利を失ってしまう。
3. 「I」入賞後は盤面中央下の「II」「III」電チューが連続して開放する。
4. 1回の大当たりで得られる出玉は約85個（メーカー発表）。

## ショットガンボーナス
大当たり中は「ショットガンボーナス」と呼ばれる状態に突入し、画面上で各キャラクターによるミニゲーム、またはサイボット同士によるバトルを展開する。ミニゲームに成功、もしくはバトルに勝利すると大当たり継続となり、再び「I」電チューが開放して上記の3.に戻る。継続率は93.0％（メーカー発表）。

## 図柄キャラクター
- 1 : セイ
- 2 : レオ
- 3 : エイミー
- 4 : 恭平
- 5 : メグ
- 6 : 鷹音
- 7 : ジョウ